# سيباستيان أبريو

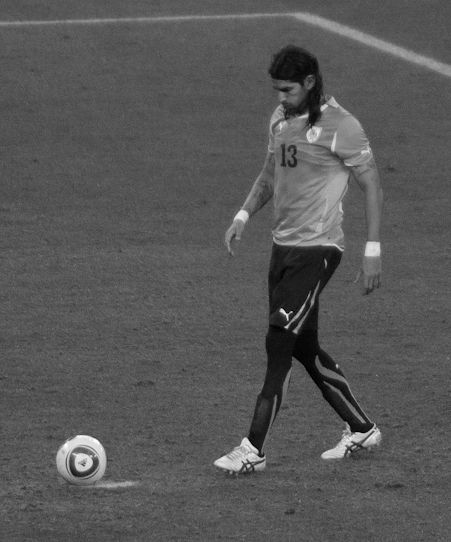
سيباستيان أبريو

واشنطن سيباستيان أبريو غالو (بالإسبانية: Sebastián Abreu) ، من مواليد 17 أكتوبر 1976 في ميناس في أوروغواي ، لاعب كرة قدم أوروغوياني. هو يلعب حاليا مع نادي بوتافوغو ريغاتاس . ويلعب مع منتخب أوروغواي لكرة القدم منذ عام 1996.

## روابط خارجية
- سيباستيان أبريو على موقع الاتحاد الدولي (مؤرشف)  (الإنجليزية)
- سيباستيان أبريو على موقع قاعدة بيانات كرة القدم.إي يو (الإنجليزية)
- سيباستيان أبريو على موقع ليكيب (الفرنسية)
- سيباستيان أبريو على موقع ناشيونال فوتبول تيمز (الإنجليزية)
- سيباستيان أبريو على موقع Soccerway.com (الإنجليزية)
- سيباستيان أبريو على موقع عالم كرة القدم.نت (الإنجليزية)
- سيباستيان أبريو على موقع AS.com (الإسبانية)